# Далькурд
«Да́лькурд» — шведский футбольный клуб, базирующийся в городе Уппсала, в настоящий момент выступает в третьей по значимости футбольной лиге Швеции — лиге Эттан. Основан в 2004 году курдскими иммигрантами. Клуб начал выступать в дивизионе 7 (9-й по уровню лиге) в 2005 году. На протяжении 5 лет подряд до 2009 года клуб сильно прогрессировал и поднимался из лиги в лигу. Dalkurd FF входит в состав Ассоциации футбола Даларны (Dalarnas Fotbollförbund). В сезоне 2017 впервые в своей истории пробился в высшую футбольную лигу Швеции.

## История
«Далькурд» был основан в 2004 году местными жителями. Целью клуба является содействие молодежи в городе. Сильнейший городской клуб «ИК Браге» помог финансировать проект. В первом сезоне команда состояла из молодых футболистов, средний возраст 17 лет. Помимо содействия молодежи, председатель Рамазан Кызыл хотел вывести команду на профессиональный уровень. Из-за необычайного прогресса на протяжении первых лет своего существования команда получила большое внимание со стороны средств массовой информации, как в Швеции, так и в других странах. В течение первых четырёх сезонов клуб выиграл 68 из 75 игр и имел разницу голов +421. В дивизионе 4 2009 года был установлен клубный рекорд в 126 голов в 22 играх. В 2008 году около половины игроков клуба были курдами из провинции Мардин в Турции. В следующем сезоне в команду входили футболисты уже 14 разных национальностей.
24 ноября 2017 года «Далькурд» решил переехать в Уппсалу, примерно в 140 километрах к юго-востоку от Бурленге, где они будут играть на новом стадионе NYA Studenternas IP после его открытия в 2020 году.

### Болельщики
Большинство болельщиков клуба курдского происхождения, проживающие по всему миру.

### Эмблема
Эмблема представляет флаг Курдистана с двумя лошадьми по обе стороны от Солнца, символизирующими Valleyhorse (Dalahästen).

## Статистика выступлений
| Годы | Ур. | Дивизион    | Группа            | Место         |
| ---- | --- | ----------- | ----------------- | ------------- |
| 2018 | 1   | Аллсвенскан |                   |               |
| 2017 | 2   | Суперэттан  |                   | 2 (повышение) |
| 2016 | 2   | Суперэттан  |                   | 4             |
| 2015 | 3   | Дивизион 1  | Norra             | 1 (повышение) |
| 2014 | 3   | Дивизион 1  | Norra             | 3             |
| 2013 | 3   | Дивизион 1  | Norra             | 2 (Плей-офф)  |
| 2012 | 3   | Дивизион 1  | Norra             | 8             |
| 2011 | 3   | Дивизион 1  | Norra             | 4             |
| 2010 | 3   | Дивизион 1  | Norra             | 6             |
| 2009 | 4   | Дивизион 2  | Norra Svealand    | 1 (повышение) |
| 2008 | 5   | Дивизион 3  | Södra Norrland    | 1 (повышение) |
| 2007 | 6   | Дивизион 4  | Dalarna           | 1 (повышение) |
| 2006 | 7   | Дивизион 5  | Dalarna Södra     | 1 (повышение) |
| 2005 | 8   | Дивизион 6  | Dalarna Mellersta | 1 (повышение) |

## Текущий состав
По состоянию на 14 сентября 2022 года. Источник: Список игроков на официальном сайте
| №              | Игрок                  | Страна                           | Дата рождения              | Предыдущий клуб       |
| Вратари        | Вратари                | Вратари                          | Вратари                    | Вратари               |
| -------------- | ---------------------- | -------------------------------- | -------------------------- | --------------------- |
| 1              | Джонатан Вискоси       | Канада                           | 18 марта 1991 (34 года)    | Сириус                |
| 31             | Юар Берглунд           | Швеция                           | 14 декабря 1996 (28 лет)   | Худдинге              |
| Защитники      |                        |                                  |                            |                       |
| 2              | Аббас Мохамад          | Швеция                           | 15 июня 1998 (27 лет)      | Норрбю                |
| 3              | Алекс Симовски         | Флаг Северной Македонии          | 22 февраля 1996 (29 лет)   | Ханинге               |
| 4              | Умит Арас              | Швеция                           | 18 марта 1995 (30 лет)     | Гамла Уппсала         |
| 16             | Расса Рахмани          | Швеция                           | 14 декабря 1999 (25 лет)   | Олимпик               |
| 17             | Фабио Диксон           | Швейцария                        | 21 июня 1999 (26 лет)      | Беллинцона            |
| 21             | Кристоффер Стюффе      | Швеция                           | 28 сентября 2001 (23 года) | Юрсхольм              |
| 23             | Араш Мотарагебьяфарпур | Швеция                           | 19 марта 2003 (22 года)    | Уппсала-Курд          |
| Полузащитники  |                        |                                  |                            |                       |
| 5              | Реван Амин             | Нидерланды                       | 8 января 1996 (29 лет)     | Эстерсунд             |
| 6              | Сулеман Зурмати        | Швеция                           | 1 июня 2000 (25 лет)       | Карлстад              |
| 7              | Марван Бази            | Швеция                           | 3 февраля 1998 (27 лет)    | Сюльвия               |
| 8              | Хади Карим             | Швеция                           | 11 сентября 1997 (27 лет)  | Ханинге               |
| 10             | Харон Зубаир           | Ирак                             | 1 января 1995 (30 лет)     | Духок                 |
| 11             | Бахтиар Рахмани        | Иран                             | 23 сентября 1991 (33 года) | Сабаил                |
| 24             | Лукас Лагерфельдт      | Швеция                           | 6 января 1999 (26 лет)     | Эргрюте               |
| 27             | Фрэнк Архин            | Гана                             | 16 февраля 1999 (26 лет)   | Эстерсунд             |
| 32             | Стефан Вольф           | Швейцария                        | 20 октября 1998 (26 лет)   | Бруннен               |
| Нападающие     |                        |                                  |                            |                       |
| 9              | Пашанг Абдулла         | Швеция                           | 29 мая 1994 (31 год)       | Питео                 |
| 12             | Керфала Сиссоко        | Гвинея                           | 16 августа 1999 (25 лет)   | Эребру Сюрианска      |
| 14             | Родин Депрем           | Швеция                           | 23 мая 1998 (27 лет)       | Броммапойкарна        |
| 19             | Ахмед Авад             | Палестина (историческая область) | 1 июня 1992 (33 года)      | Эстерсунд             |
| 22             | Эсекьель Монтанья      | Аргентина                        | 8 июня 1994 (31 год)       | Норрбю                |
| Главный тренер |                        |                                  |                            |                       |
|                | Амир Азрафшан          | Швеция                           | 17 августа 1987 (37 лет)   | Эстерсунд (ассистент) |